# Збірник Клоца

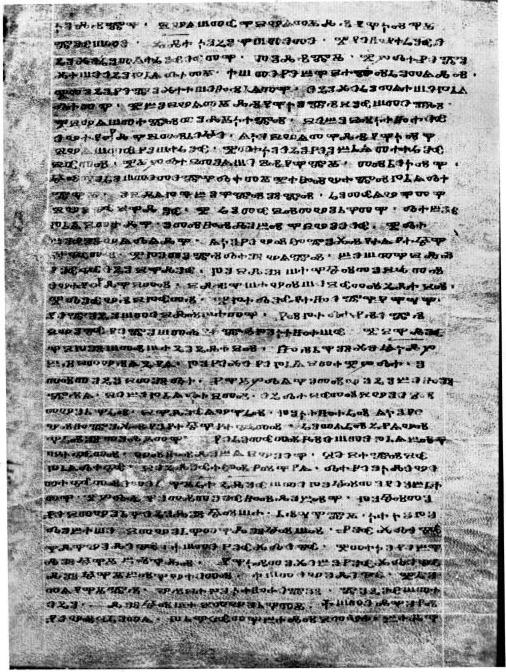
Збірник Клоца

Збі́рник Кло́ца — невеликий фрагмент (14 аркушів) з колись, імовірно, великої книги житій святих і проповідей. 
Пам'ятку знайдено в італійському місті Тренто (Тридент) у бібліотеці графа Клоца. 
Датується 11 століттям. Написаний глаголицею, мовою, близькою до мови Маріїнського Євангелія.